# Бишкек II
«Бишкек 2» (кирг. Бишкек 2), ранее «Фрунзе» — железнодорожный вокзал и станция Киргизских железных дорог, расположенная в городе Бишкеке в Кыргызстане. Является главной станцией в городе. Открыта для движения 25 мая 1931 года.

## Движение пассажирских поездов по станции
По состоянию на апрель 2018 года через станцию курсируют следующие поезда дальнего следования:
Круглогодичное движение поездов
| № поезда | Маршрут движения     | № поезда | Маршрут движения     |
| -------- | -------------------- | -------- | -------------------- |
| 17       | Бишкек — Самара      | 18       | Самара — Бишкек      |
| 385      | Бишкек — Новосибирск | 385      | Новосибирск — Бишкек |
| 305      | Бишкек — Шу — Казань | 306      | Казань — Чу — Бишкек |
| 6050     | Бишкек-1 — Токмок    | 6051     | Токмок — Бишкек      |
| 6063     | Бишкек-2 — Каинда    | 6064     | Каинда — Бишкек      |

Сезонное движение поездов
| № поезда | Маршрут движения | № поезда | Маршрут движения |
| -------- | ---------------- | -------- | ---------------- |
| 608      | Рыбачье — Бишкек | 609      | Бишкек — Рыбачье |